# Championnat d'Europe de football des moins de 19 ans 2015
Cet article traite de l'épreuve masculine. Pour la compétition féminine, voir Championnat d'Europe de football féminin des moins de 19 ans 2015.
Navigation
Euro 2014 Euro 2016
La phase finale du 64e Championnat d'Europe de football des moins de 19 ans se déroule en Grèce du 6 au 19 juillet 2015. Les joueurs nés après le 1er janvier 1996 peuvent participer à cette compétition.

## Qualifications
Les qualifications se disputent sur deux tours, uniquement par groupes de 4 équipes. Chaque groupe se joue sur le terrain de l'une des quatre équipes, en tournoi toutes rondes simple. Le premier tour de qualification comprend 13 groupes (52 équipes), le second tour comprend 7 groupes (28 équipes). Outre la Grèce, qualifiée d'office pour la phase finale en tant que pays organisateur, l'Espagne est exemptée de premier tour au bénéfice de sa première place au classement européen de la catégorie et fait donc son entrée en lice au second (tour élite).

### Premier tour de qualification
Les deux premiers de chaque groupe (26 équipes) se qualifient pour le « tour élite », ainsi que le meilleur troisième.
L'Écosse, meilleure troisième de groupe en tenant compte des résultats contre les 2 premiers du groupe, est repêchée pour le « tour élite ».

### Tour Élite
Le second tour concerne 28 équipes, dont l'Espagne qui fait son entrée dans la compétition. Les sept vainqueurs de poule se qualifient pour la phase finale.

## Phase finale
Qualifiés
- Grèce (qualifiée d'office)
- Allemagne
- Autriche
- Espagne
- France
- Pays-Bas
- Russie
- Ukraine

Les équipes sont réparties en deux groupes de quatre où chaque équipe se rencontre une seule fois. Les deux premiers se qualifient pour les demi-finales. Le classement se fait sur :
- Le nombre de points ;
- La différence de buts générale ;
- Le nombre de buts marqués ;
- Le résultat du match entre les équipes ex aequo ;

### Groupe A
| Rang | Équipe   | Pts | J | G | N | P | Bp | Bc | Diff |
| ---- | -------- | --- | - | - | - | - | -- | -- | ---- |
| 1    | France   | 9   | 3 | 3 | 0 | 0 | 6  | 1  | +5   |
| 2    | Grèce    | 4   | 3 | 1 | 1 | 1 | 2  | 2  | 0    |
| 3    | Autriche | 2   | 3 | 0 | 2 | 1 | 2  | 3  | -1   |
| 4    | Ukraine  | 1   | 3 | 0 | 1 | 2 | 3  | 7  | -4   |

### Groupe B
| Rang | Équipe    | Pts | J | G | N | P | Bp | Bc | Diff |
| ---- | --------- | --- | - | - | - | - | -- | -- | ---- |
| 1    | Russie    | 4   | 3 | 1 | 1 | 1 | 5  | 4  | +1   |
| 2    | Espagne   | 4   | 3 | 1 | 1 | 1 | 5  | 4  | +1   |
| 3    | Pays-Bas  | 4   | 3 | 1 | 1 | 1 | 2  | 2  | 0    |
| 4    | Allemagne | 4   | 3 | 1 | 1 | 1 | 3  | 5  | -2   |

### Tableau final
|  | Demi-finales         | Demi-finales        |        |   | Finale               | Finale               |
|  | Demi-finales         | Demi-finales        |        |   | Finale               | Finale               |
|  |                      |                     |        |   |                      |                      |
|  | 16 juillet, Larissa  | 16 juillet, Larissa |        |   | 19 juillet, Katerini | 19 juillet, Katerini |
|  | 16 juillet, Larissa  | 16 juillet, Larissa |        |   | 19 juillet, Katerini | 19 juillet, Katerini |
|  | Russie               | 4                   |        |   | 19 juillet, Katerini | 19 juillet, Katerini |
|  | Russie               | 4                   |        |   | 19 juillet, Katerini | 19 juillet, Katerini |
|  | Grèce                | 0                   |        |   | 19 juillet, Katerini | 19 juillet, Katerini |
|  | Grèce                | 0                   | Russie | 0 |                      |                      |
|  | 16 juillet, Katerini |                     | Russie | 0 |                      |                      |
|  |                      | Espagne             | 2      |   |                      |                      |
|  | France               | Espagne             | 2      | 0 |                      |                      |
|  | France               |                     |        | 0 |                      |                      |
|  | Espagne              | 2                   |        |   |                      |                      |
|  | Espagne              | 2                   |        |   |                      |                      |

#### Demi-finales
| 16 juillet 2015 | Russie                                              | 4 - 0 | Grèce | AEL Arena, Larissa                            |                                               |
| 18 h            | Chernov 50e 79e · Gasilin 52e · Sheydaev 65e (pen.) |       |       | Spectateurs : 14 858 Arbitrage : Tamás Bognár | Spectateurs : 14 858 Arbitrage : Tamás Bognár |
| 18 h            | Rapport                                             |       |       | Spectateurs : 14 858 Arbitrage : Tamás Bognár | Spectateurs : 14 858 Arbitrage : Tamás Bognár |

| 16 juillet 2015 | France  | 0 - 2 | Espagne           | Katerini Stadium, Katerini |                            |
| 20 h            |         |       | 88e 90+5e Asensio | Arbitrage : Andreas Ekberg | Arbitrage : Andreas Ekberg |
| 20 h            | Rapport |       |                   | Arbitrage : Andreas Ekberg | Arbitrage : Andreas Ekberg |

#### Finale
| 19 juillet 2015 | Russie  | 0 - 2   | Espagne                  | Katerini Stadium, Katerini |                            |
| 20 h            |         | (0 - 1) | 39e Mayoral · 78e Nahuel | Arbitrage : Anthony Taylor | Arbitrage : Anthony Taylor |
| 20 h            | Rapport |         |                          | Arbitrage : Anthony Taylor | Arbitrage : Anthony Taylor |